# Catedral de la Santísima Trinidad (Novomoskovsk)
La catedral de la Santísima Trinidad (en ucraniano: Троїцький кафедральний собор) es un catedrales ortodoxas ucraniana situada en Novomoskovsk, Ucrania.El templo es la iglesia de madera más grande de Ucrania.

## Geografía
La catedral está ubicada en la plaza de la Catedral 1 de Novomoskovsk, en el óblast de Dnipropetrovsk. 

## Historia
El templo fue construido por los cosacos sin el uso de clavos metálicos por voluntad del cosaco Antín Jolovati y el consejo de ancianos del Sich de Zaporiyia. Para construir la iglesia, los cosacos invitaron a un maestro de Nueva Vodolaja, (gobernación de Járkov), Yakim Pogribniak. La construcción se inició el 2 de junio de 1775, la inauguración del altar mayor tuvo lugar el 13 de mayo de 1778 y su finalización el 10 de septiembre de 1780.
La catedral de la Trinidad fue renovada en 1830. En 1887-1888, el maestro restaurador Oleksi Pajuchi lo reorganizó "según el modelo antiguo", pero con algunos cambios. El campanario adyacente se añadió más tarde.
En la época soviética, la catedral se utilizaba como almacén. La actitud de las autoridades de entonces hacia este hito espiritual del pueblo ucraniano es la base de la novela La Catedral de Olés Jontchar.
Después de 130 años sin reparaciones importantes, en 2012 el monumento se encontraba en condiciones que requerían una restauración inmediata, que comenzó en agosto de 2012.

## Arquitectura
La catedral es un edificio excepcional de cruz inscrita dentro arquitectura en madera de Ucrania, un monumento del barroco ucraniano y el objeto más destacado de este tipo de construcción. El edificio es una composición simétrica de nueve torres con una superficie total de 512 m². La cúpula más alta está en el centro y tiene unos 65 metros de altura. El interior del edificio del templo es aún más hermoso y tiene un aspecto festivo. Tiene una gran sala, un techo común con 9 torres de cúpula, cuyas paredes tienen ventanas altas. Candelabros originales cuelgan en el centro y a los lados.

## Galería

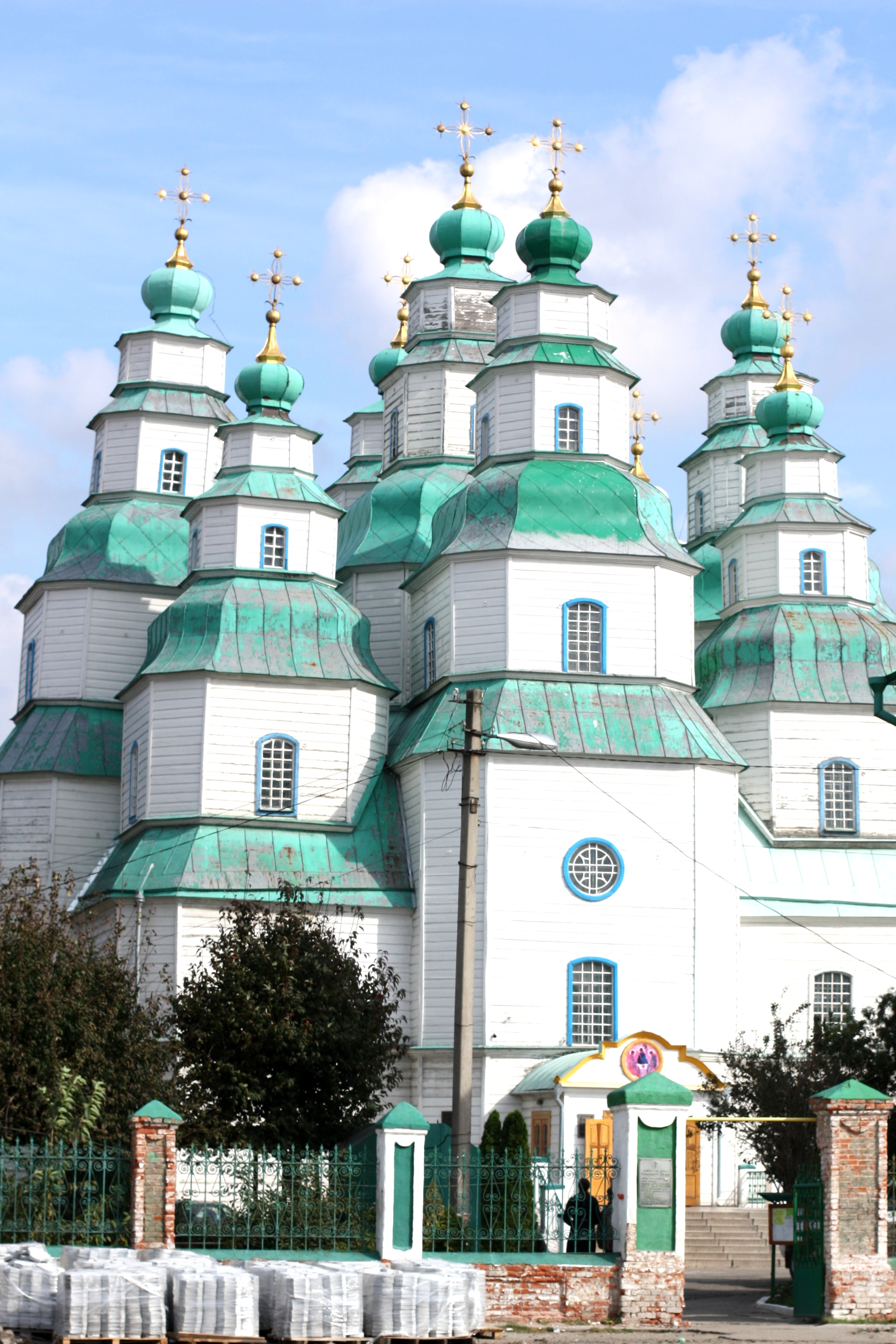
Cúpulas antes de la restauración (2013)
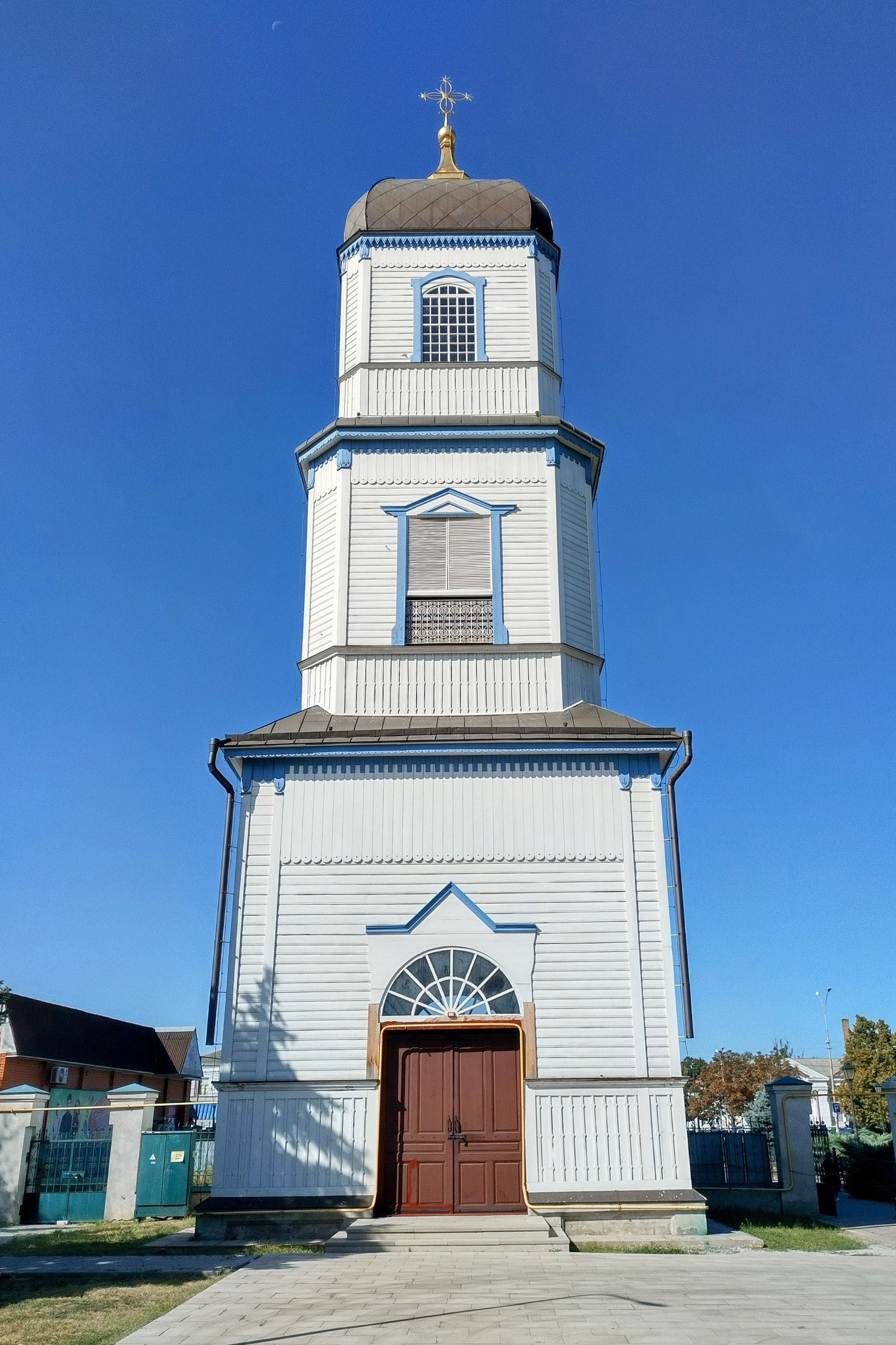
Campanario
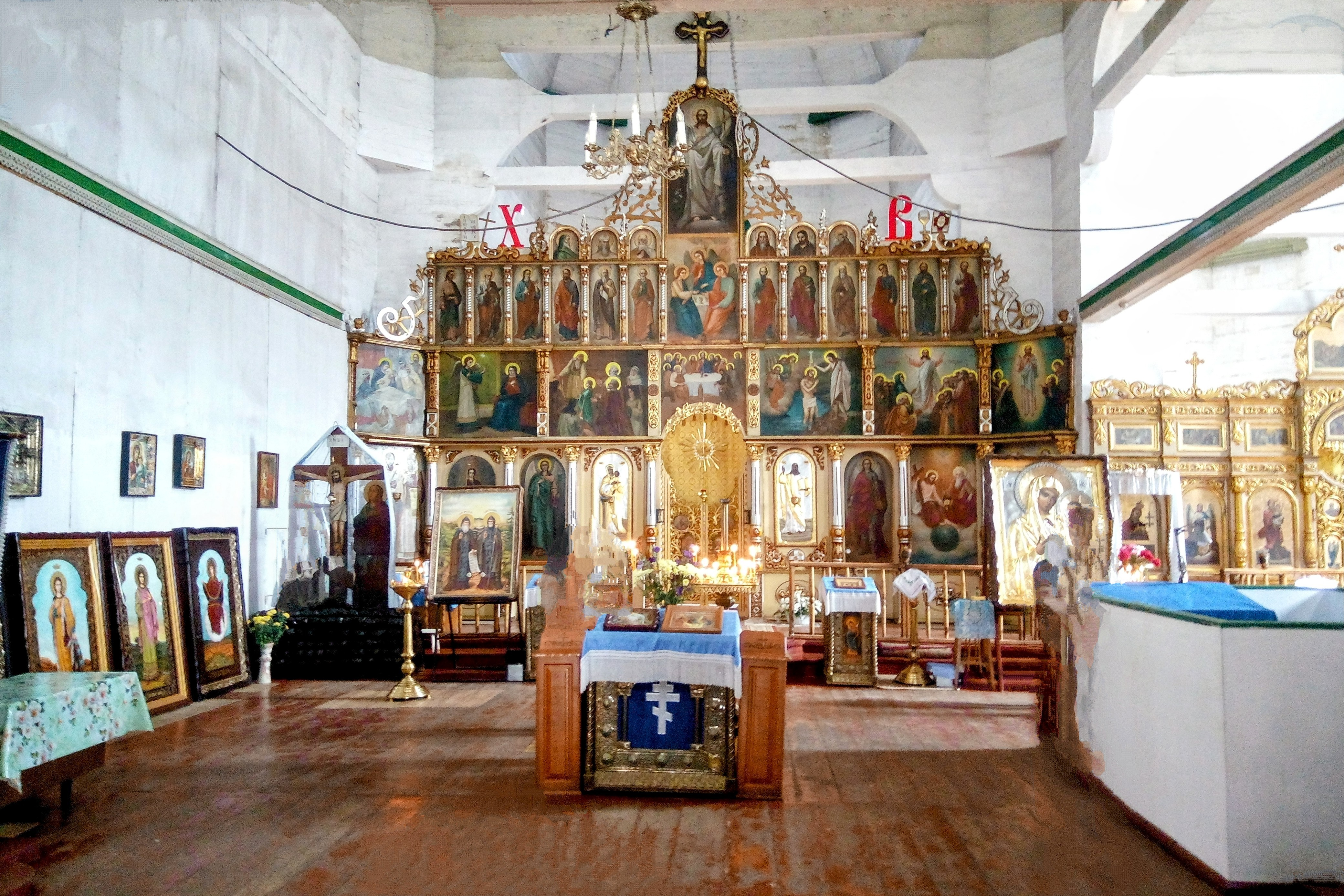
Interior de la catedral